# 龙泉府
龙泉府為遠東地區中世紀古國渤海国五都之一，稱上京，位于今中国黑龙江省宁安市西南之渤海镇；《新唐书》称此处原为“肃慎故地”。领四州（龙州、湖州、渤州、铜州独奏州）。

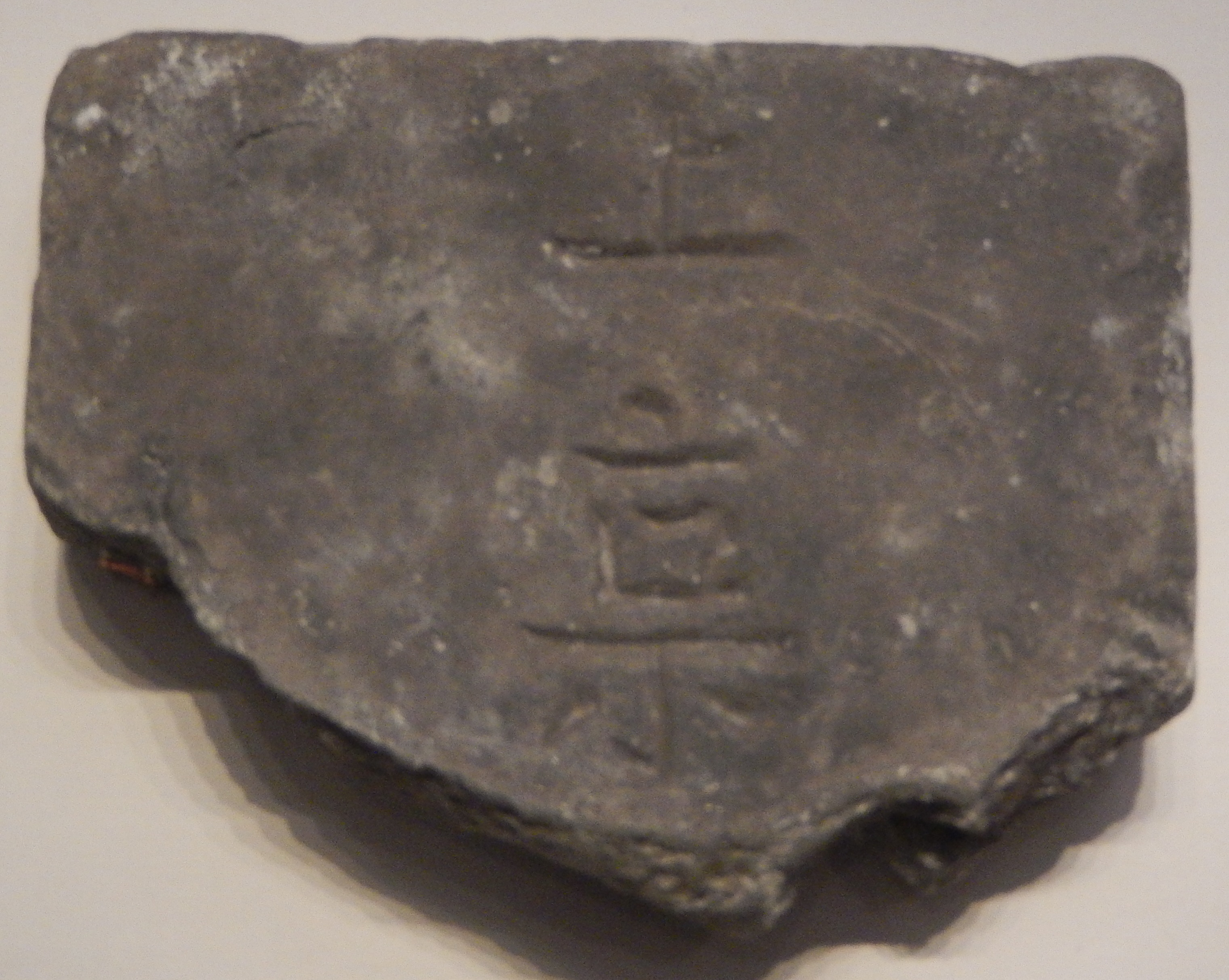
黑龍江寧安渤海上京城遺址出土殘磚，上面刻“上京”兩字。中國國家博物館藏。

## 历史
公元755年左右（天宝末年），渤海国国王文王大钦茂将渤海国都从“旧国”（敖东城）迁徙至北去三百里、位于忽汗河东的上京龙泉府（今黑龙江省宁安市渤海镇），三十余年后又将国都迁至东京龙原府（今吉林珲春八连城），其间一度又以中京显德府为都（今吉林和龙西古城）。第五代成王大华玙在公元794年—公元795年间将国都从东京龙原府迁了上京龙泉府，直至渤海国灭亡。

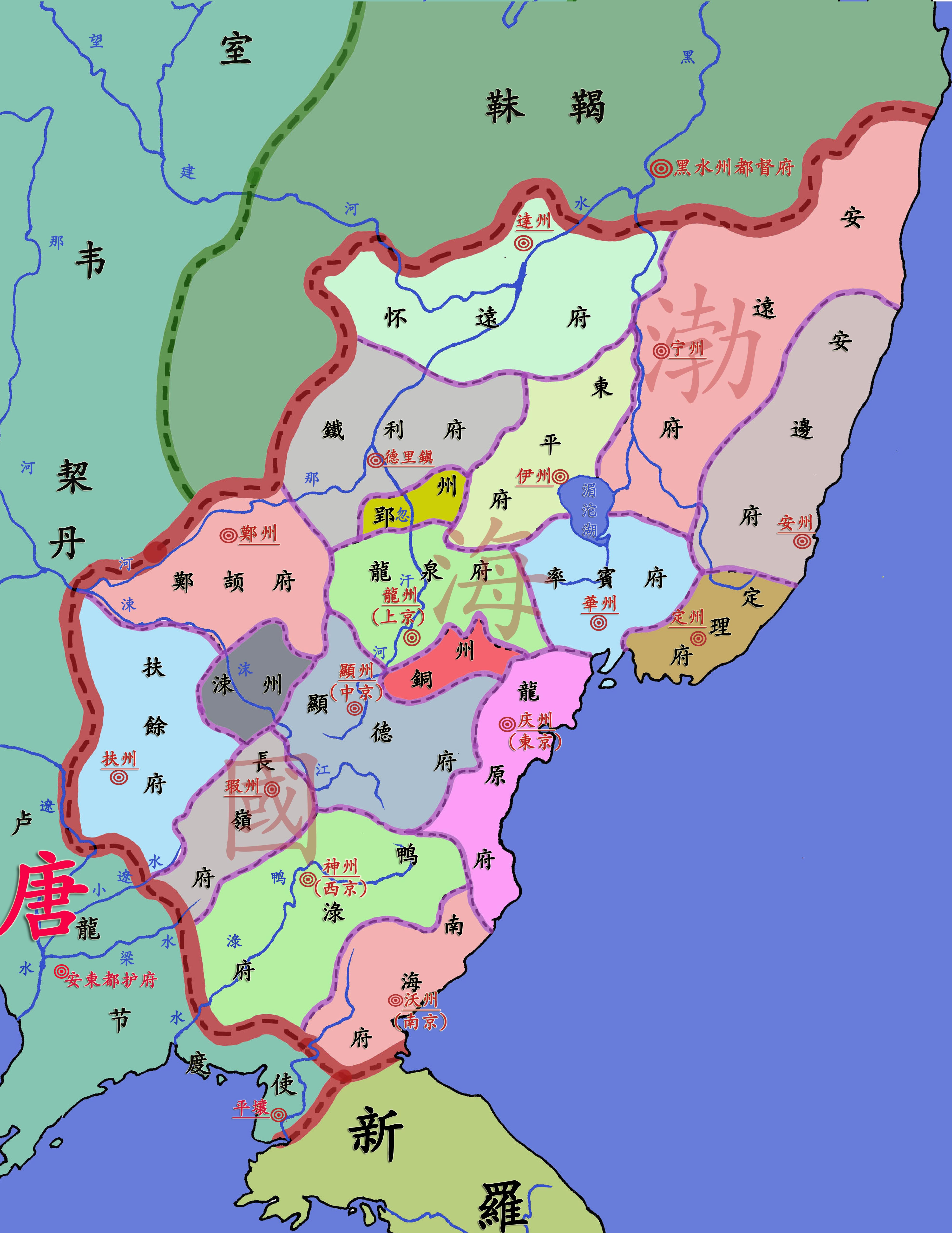
龍泉府管轄領域。中央部淡緑色部分。

## 特点
上京龙泉府无论从布局、风格、形制都仿效唐长安城，但规模逊于长安。长安城总面积约为84平方公里，城周周长为36745.4米，而上京龙泉府总面积（连郭城）约为15.93平方公里，（郭城）周长约16313米。隋唐长安城面积约为渤海上京龙泉府的5.27倍，周长约为其2.25倍。
上京龙泉府的规模也小于同时期日本的都城平城京（主体东西4.3公里，南北4.8公里；外京东西1.6公里，南北2.1公里；总面积约24平方公里）和平安京（东西4.5公里，南北5.2公里；总面积约23.4平方公里）。

## 构造
上京龙泉府由山外郭城、宫城、王城三部分组成。

### 外郭城
平面呈长方形，总长16296.50米，城墙残高高出地面约2—3米，墙外有护城河。有门十个，东西各二，南北各三，东、西、南、北门互相对直，全城共有土筑街道十一条，其中有连接十个城门的五条笔直的中心道路，以及东西三条大道，一条环形道，路面宽窄不一。中央大道，有如长安的朱雀大街，宽110米，将城市分为东西两区，两区建有坊市，各坊四面有墙，坊有大有小，大多数是四个里坊为一个单元，一坊又有若干院落，坊市布局规整，估计全城共计八十一个以上。

### 宫城
位于外郭城北部中央，平面呈长方形，周长3986米，有南北二门。宫城可分东、西、北、中心四区，各区以城墙相隔。宫城中心区周长2680米，有南北二门，百姓称南门为“五凤楼”。中心区又可分为中、东、西三部分，中区在一条中轴线上，有规模宏大的宫殿址七座。宫城的北、东、西三面为禁苑，有水池、假山、亭榭。

### 王城
在宫城南，与宫城相隔一条街道。王城呈长方形，有东、西、南三门。王城可分中、东、西三区，在东、西区内已发现十处官署遗址，中区地势平坦，可能是广场，兼作宫城南门与王城南门之间的通路，因此未发现任何遗址遗物。从王城的位置与布局来观察，应是渤海中央统治机构的所在地，相当于唐之皇城。

## 建筑
上京龙泉府的建筑一般是夯土筑基，青瓦铺顶，土坯砌墙，外涂泥幛，再覆抹白灰，部分官署和寺庙还施以彩绘，以绿琉璃瓦铺顶。
宫殿建筑的四周设有回廊，廊下有散水，台基高于地表，部分台基周围以石砌筑，有的石墙外还砌以青砖。庙宇多为庑殿式或歇山式。
王承礼的《渤海简史》中认为：“上京城池巍峨，街道坊市井然有序，建筑错落有致，宫殿搭配庙宇，鸱尾竖起，宝珠居中，绿瓦彩柱，一派宏伟壮观的气象。”

## 相关
- 渤海國行政區劃
- 渤海国上京龙泉府遗址